# Chine (album)
Pour les articles homonymes, voir Chine (homonymie).
Albums de Louis Sclavis
Clarinettes
(1985) Chamber Music
(1989)
Chine est un album du clarinettiste français Louis Sclavis, paru en 1989 sur le label IDA Records. Ce disque a été enregistré par un quintet constitué de Sclavis aux clarinettes et saxophones, Dominique Pifarély au violon, François Raulin au piano, Bruno Chevillon à la contrebasse, et Christian Ville à la batterie. L'enregistrement se déroule en juillet et septembre 1987 aux Gimmick Studio, à Yerres, en France.

## Description

### Musiciens
- Louis Sclavis : clarinette, clarinette basse, saxophone soprano
- Dominique Pifarély : violons acoustique & électrique
- François Raulin : piano, claviers
- Bruno Chevillon : contrebasse
- Christian Ville : batterie

### Liste des titres
| No  | Titre                       | Auteur                                     | Durée |
| --- | --------------------------- | ------------------------------------------ | ----- |
| 1.  | Duguesclin                  | Louis Sclavis, arrangement François Raulin | 7:03  |
| 2.  | Chanson pour Louis de Funès | Louis Sclavis                              | 2:29  |
| 3.  | Tango                       | Louis Sclavis                              | 6:25  |
| 4.  | Rivière salée               | Louis Sclavis                              | 1:38  |
| 5.  | Les chameaux                | Louis Sclavis, arrangement François Raulin | 1:38  |
| 6.  | Loul                        | François Raulin                            | 2:15  |
| 7.  | Rébarbatif I                | Louis Sclavis                              | 8:34  |
| 8.  | Rébarbatif II               | Louis Sclavis                              | 3:58  |
| 9.  | La taupe                    | Bruno Chevillon                            | 2:42  |
| 10. | Rébarbatif I+II             | Louis Sclavis                              | 0:43  |